# Intrecci del passato
Intrecci del passato (Entrelazados) è una serie televisiva argentina della The Walt Disney Company, che è prodotta dalla Pampa Films e Gloriamundi Producciones. La serie è stata presentata in anteprima su Disney+ in America Latina il 12 novembre 2021. In Italia la serie è uscita per la prima volta su Disney+ lo stesso giorno.

## Trama
Allegra sogna di entrare nella compagnia teatrale Eleven O’ Clock e diventare la protagonista di Freaky Friday, lo spettacolo che ha reso famosa sua nonna molti anni prima. 
Sua nonna, Cocó, è una leggenda vivente del teatro musicale e ha una relazione complicata con Caterina, la madre di Allegra. La vita di quest’ultima cambia drasticamente quando trova un braccialetto misterioso in casa che la porta indietro al 1994, l’anno in cui Caterina aveva la sua stessa età e stava iniziando la carriera all’interno della compagnia 'Eleven O’ Clock' mentre viveva all’ombra di Cocó (ormai all’apice della sua carriera).

## Episodi
| Stagione         | Episodi | Pubblicazione America Latina | Pubblicazione Italia |
| ---------------- | ------- | ---------------------------- | -------------------- |
| Prima stagione   | 10      | 2021                         | 2021                 |
| Seconda Stagione | 7       | 2023                         | 2023                 |

La seconda stagione non è stata ancora tradotta in italiano ma e possibile guardarla con i sottotitoli.

## Personaggi e interpreti
- Allegra, interpretata da Carolina Domenech e doppiata da Roisin Nicosia
- Caterina, interpretata da Clara Alonso e doppiata da Valentina Mari
- Caterina (giovane), interpretata da Manuela Menéndez e doppiata da Margherita De Risi
- Cocó, interpretata da Elena Roger e doppiata da Stella Musy
- Lucía, interpretata da Lucila Gandolfo e doppiata da Franca D'Amato
- Marco, interpretato da José Giménez Zapiola e doppiato da Lorenzo Crisci
- Diego, interpretato da Benjamín Amadeo e doppiato da Giorgio Borghetti
- Diego (giovane), interpretato da Manuel Ramos e doppiato da Ezzedine Ben Nekissa
- Greta, interpretata da Paula Morales e doppiata da Domitilla D'Amico
- Greta (giovane), interpretata da Tatiana Glikman e doppiata da Annalisa Usai
- Félix, interpretato da Kevsho e doppiato da Alessandro Campaiola
- Bárbara, interpretata da Berenice Gandullo
- Bárbara (giovane), interpretata da Abril Suliansky e doppiata da Veronica Puccio
- Sofía, interpretata da Emilia Mernes e doppiata da Emanuela Ionica
- Alan, interpretato da Simón Hempe e doppiato da Mirko Cannella
- Franco, interpretato da Rodrigo Pedreira e doppiato da Alessandro Budroni
- Dante (giovane), interpretato da Franco Piffaretti e doppiato da Federico Campaiola
- Mike, interpretato da Favio Posca e doppiato da Riccardo Scarafoni
- Tomás Diz, interpretato da Fabio Aste e doppiato da Enrico Di Troia
- Miriam, interpretata da Magela Zanotta e doppiata da Carolina Zaccarini
- Camilo, interpretato da Máximo Ruiz e doppiato da Edoardo Stoppacciaro
- Oliverio Gerard, interpretato da Fito Yannelli e doppiato da Marco Mete